# Mar Piccolo
Mar Piccolo este o arie protejată (arie specială de conservare — SAC, sit de importanță comunitară — SCI) din Italia întinsă pe o suprafață de 1.374 ha, integral pe uscat.

## Localizare
Centrul sitului Mar Piccolo este situat la coordonatele 40°28′52″N 17°19′35″E / 40.481111°N 17.326389°E.

## Înființare
Situl Mar Piccolo a fost declarat sit de importanță comunitară în iunie 1995 pentru a proteja 23 de specii de animale. Situl a fost protejat și ca arie specială de conservare în martie 2018.

## Biodiversitate
Situată în ecoregiunea mediteraneană, aria protejată conține 3 habitate naturale: Lagune de coastă, Vegetație anuală la limita mareei, Tufărișuri halofile mediteraneene și termo-atlantice (Sarcocornetea fruticosi).
La baza desemnării sitului se află mai multe specii protejate:
- păsări (21): egretă mare (Ardea alba), prundăraș de sărătură (Charadrius alexandrinus), chirichița cu obraz alb (Chlidonias hybrida), chirighiță neagră (Chlidonias niger), erete de stuf (Circus aeruginosus), egretă mică (Egretta garzetta), becațină comună (Gallinago gallinago), găinușă de baltă (Gallinula chloropus), piciorong (Himantopus himantopus), stârc pitic (Ixobrychus minutus), pescăruș-cu-cap-negru (Larus melanocephalus), stârc de noapte (Nycticorax nycticorax), Phalacrocorax carbo sinensis, lopătar (Platalea leucorodia), țigănuș (Plegadis falcinellus), ciocântors (Recurvirostra avosetta), rață cârâitoare (Spatula querquedula), chiră mică (Sternula albifrons), călifar alb (Tadorna tadorna), chiră de mare (Thalasseus sandvicensis), fluierarul cu picioare roșii (Tringa totanus)
- pești (1): Aphanius fasciatus
- reptile (1): șarpele cu patru dungi (Elaphe quatuorlineata)

Pe lângă speciile protejate, pe teritoriul sitului au mai fost identificate 3 specii de plante, 1 specie de amfibieni, 5 specii de nevertebrate, 1 specie de pești, 3 specii de reptile.